# Storbäcken Fors-Böle
Storbäcken Fors-Böle este o arie protejată (arie specială de conservare — SAC, sit de importanță comunitară — SCI) din Suedia întinsă pe o suprafață de 8,3 ha, integral pe uscat.

## Localizare
Centrul sitului Storbäcken Fors-Böle este situat la coordonatele 63°00′52″N 16°36′10″E / 63.0145°N 16.6029°E.

## Înființare
Situl Storbäcken Fors-Böle a fost declarat sit de importanță comunitară în iulie 2000 pentru a proteja un număr necunoscut de specii din flora spontană și fauna sălbatică aflate în arealul zonei. Situl a fost protejat și ca arie specială de conservare în martie 2011.

## Biodiversitate
Situată în ecoregiunea boreală, aria protejată conține 1 habitat natural: Taiga vestică.
La baza desemnării sitului se află un număr nedeclarat de specii protejate.